# ティコピア族
ティコピア族（ティコピアぞく、Tikopia）は、ソロモン諸島の南東の外れにあるティコピア島に住む少数民族。外見はポリネシア系で、髪は波状、肌の色は薄茶色で、メラネシア人よりもサモア人やトンガ人に似ている。

## 生活
昔からサゴヤシ栽培と漁労で生活経済を支えてきており、この傾向は、ラッセル諸島のプランテーションへ賃金労働者として働きに行くものが増えた現在でも変わらない。
首長のもとに明快な組織を持つ社会を昔から維持している。

## 宗教
ほとんどがキリスト教徒になったが、昔ながらの祖先崇拝も続いている。